# Furia (film 1999)
Furia è un film del 1999 diretto da Alexandre Aja, ispirato da un racconto di Julio Cortázar. È una storia di fantascienza ambientata in un futuro distopico.

## Trama
Aaron è un artista, ma la sua attività è ostacolata in un futuro distopico da un regime totalitario.
Ha due figli, che hanno atteggiamenti opposti nei confronti del governo: Laurence lavora per esso, mentre Théo si dedica al graffitismo, conscio di violare le direttive del potere.
Nell'opera di sovversione, il giovane incontra la rivoluzionaria Elia, di cui si innamorerà.